# Зайферт, Роберт
Роберт Зайферт (нем. Robert Seifert; род. 31 января 1988) — немецкий шорт-трекист, призёр чемпионата мира 2010 и 2011 года, а также трёхкратный призёр чемпионата Европы 2010, 2012 и 2014 года. Участник зимних Олимпийских игр 2010 и зимних Олимпийских игр 2014 года

## Спортивная карьера
Роберт Зайферт родился в городе Дрезден, Германская Демократическая Республика. С четырёхлетнего возраста начал заниматься плаваньем и катанием на коньках. Спустя год таких тренировок сделал выбор в пользу катания на коньках. В седьмом классе профессионально занялся фигурным катанием. В 2007 году окончил обучение. В 2009 году был призван для прохождения службы в бундесвере. Благодаря высоким показателям в катании на коньках был принят в Группу спортивной поддержки Бундесвера. С этого момента совмещал спортивные выступления с несением военной службы.
Первую медаль на соревновании международного уровня Зайферт выиграл во время чемпионата мира по шорт-треку 2010 года в болгарской — Софии. Его команда в мужской эстафете на 5000 м с результатом 6:48.288 заняла третье место забега, уступив первенство соперникам из США (6:47.331 — 2-е место) и Южной Кореи (6:44.821 — 1-е место).
Последняя на данный момент медаль в его активе была получена во время чемпионата Европы по шорт-треку 2014 года в родном для него — Дрездене. Немецкие шорт-трекисты в мужской эстафете на 5000 м с результатом 6:48.313 выиграли бронзовые медали, уступив более высокие позиции спортсменам из Нидерландов (6:46.072 — 2-е место) и России (6:45.803 — 1-е место).
На зимних Олимпийских играх 2014 года Зайферт был заявлен для участия в забеге на 500,1000 и 1500 м. 18 февраля 2014 года он завершил своё выступление в забеге на 500 метров не пойдя квалификацию (общий зачёт — 17-е место). В восьмом забеге первого этапа квалификации с результатом 41.624 он финишировал третьим, пропустив вперёд соперников из России (Семён Елистратов, 41.355 — 2-е место) и Нидерландов (41.235, Шинки Кнегт — 1-е место).